# QGIS
QGIS (voorheen ook Quantum-GIS) is een open source geografisch informatiesysteem (GIS). Het programma is beschikbaar voor verschillende platforms en besturingssystemen. Men kan geografische gegevens importeren, bekijken, bewerken, analyseren en visualiseren.

## Functies
Zoals in elk geografisch informatiesysteem kan men geografische informatie bekijken en bewerken. De kaarten bestaan uit rasterdata en/of vectordata. Door middel van ordening, georefereren, combineren van gegevens, koppelen van gegevens en het toevoegen van opmaak, kan een kaart samengesteld worden.
Van een digitaal hoogtemodel kunnen contourlijnen en schaduwen (reliëfkaarten) worden berekend. Dit kan vervolgens worden doorgezet naar een Triangular Irregular Network (TIN).

## Ondersteuning
QGIS is een veelzijdig platform dat een breed scala aan bestandsformaten ondersteunt. Voor vectorgegevens biedt QGIS ondersteuning voor de volgende bestandsformaten:
- GeoPackage
- Esri Shapefile (shp)
- GeoJSON
- GML
- GPX
- KML (Keyhole Markup Language)
- Comma Separated Values
- MapInfo
- AutoCAD (DWG/DXF)

Voor rastergegevens biedt QGIS onder andere ondersteuning voor de volgende bestandsformaten:
- GeoTIFF
- JPEG
- ASCII Gridded XYZ
- MBTiles
- GDAL Virtual

Naast het gebruik van de bovenstaande bestandsformaten is het mogelijk om met QGIS (geografische) databases aan te roepen en te gebruiken, zoals:
- PostgreSQL/PostGIS
- MySQL
- Oracle Spatial
- SpatiaLite

QGIS biedt daarnaast de mogelijkheid om Webkaart- en gegevensservices aan te roepen, zoals:
- WMS[8]
- WMTS
- WCS
- WFS[9]

QGIS ondersteunt meerdere coördinatenstelsels, waaronder het Nederlandse Rijksdriehoeksstelsel (RD) en het Belgische Lambertcoördinatensysteem.
De grafische gebruikersomgeving is in versie 2.2 vertaald in meer dan 58 talen. Een aanvulling in versie 2.2 is onder meer de optie tot het samenstellen van een atlas.

## Platformen
QGIS werkt op verschillende platformen en besturingssystemen. Voor x86-instructieset worden de besturingssystemen Linux, Windows, OS X en BSD ondersteund. Voor ARM-architectuur wordt Android ondersteund.

## Ontwikkeling

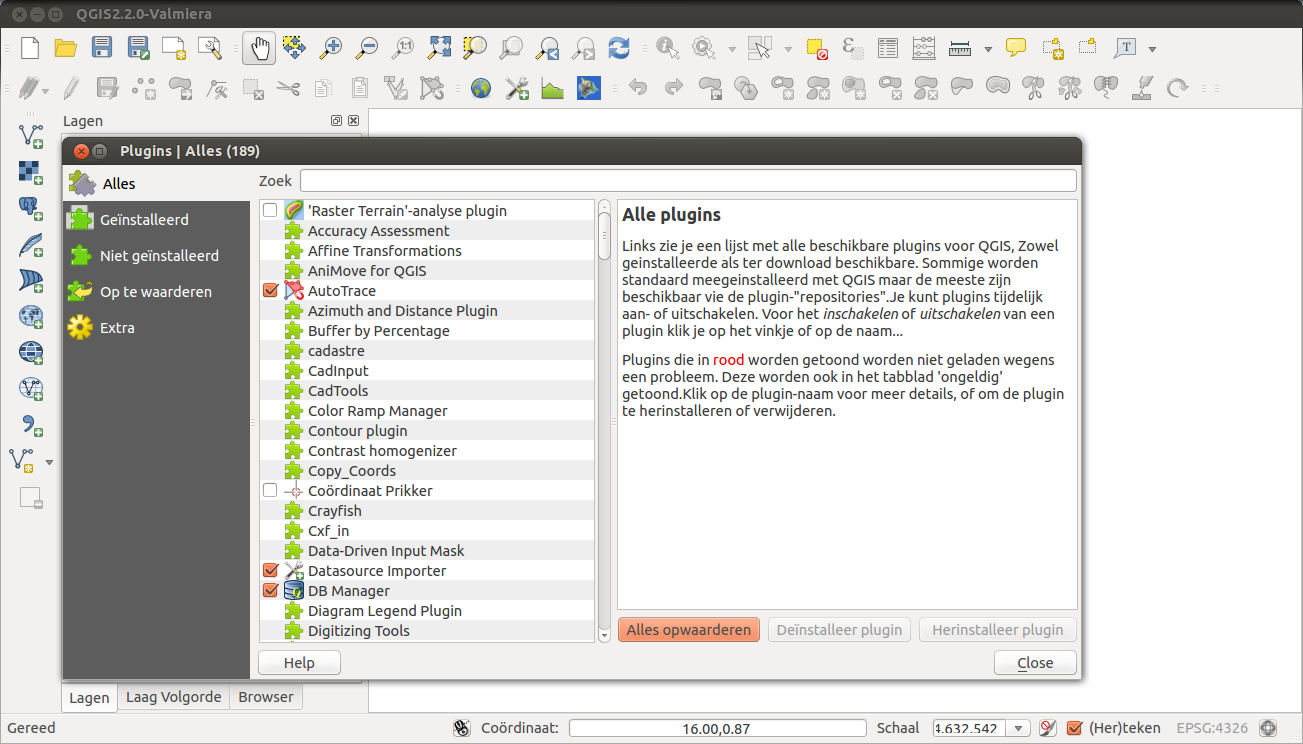
Plug-ins kunnen direct in QGIS worden gedownload.

QGIS wordt sinds 2002 onder de GNU GPL-licentie ontwikkeld en is open source, waardoor het voor eenieder vrij en bewerkbaar is. Het is geschreven in C++ en Python, waarin ook eventuele plug-ins in geschreven kunnen worden. Een voorbeeld van een dergelijke plug-in is de PDOK-plug-in. Voor GIS-professionals die zich bezighouden met projecten in Nederland, is PDOK onmisbaar. Deze plug-in biedt integratie met de (Nederlandse) Publieke Dienstverlening Op de Kaart (PDOK) services, een dienst van de Nederlandse Overheid. Deze plug-in biedt de mogelijkheid om zowel geografische datasets en kaarten direct in QGIS te downloaden .
De gebruikersomgeving is gebaseerd op het Qt-toolkit. 
Vanaf versie 1.6.0 krijgt iedere versie een codenaam, waarvoor locaties van QGIS-ontwikkelbijeenkomsten worden gebruikt. Versie 2.2 werd bijvoorbeeld genoemd naar de stad Valmiera in Letland. In de onderstaande tabel zijn de versienummer en daar bijbehorende naam terug te vinden.
| Versie | Naam      | Versie | Naam       | Versie | Naam             |
| ------ | --------- | ------ | ---------- | ------ | ---------------- |
| 1.0.0  | Kore      | 2.0.0  | Dufour     | 3.0.0  | Girona           |
| 1.1.0  | Pan       | 2.2.0  | Valmiera   | 3.2.0  | Bonn             |
| 1.2.0  | Daphnis   | 2.4.0  | Chugiak    | 3.4.0  | Madeira          |
| 1.3.0  | Mimas     | 2.6.0  | Brighton   | 3.6.0  | Noosa            |
| 1.4.0  | Enceladus | 2.8.0  | Wien       | 3.8.0  | Zanzibar         |
| 1.5.0  | Tethys    | 2.10.0 | Pisa       | 3.10.0 | A Coruña         |
| 1.6.0  | Copiapó   | 2.12.0 | Lyon       | 3.12.0 | București        |
| 1.7.0  | Wroclaw   | 2.14.0 | Essen      | 3.14.0 | Pi               |
| 1.8.0  | Lisboa    | 2.16.0 | Nødebo     | 3.16.0 | Hannover         |
|        |           | 2.18.0 | Las Palmas | 3.18.0 | Zürich           |
|        |           |        |            | 3.20.0 | Odense           |
|        |           |        |            | 3.22.0 | Białowieża       |
|        |           |        |            | 3.24.0 | Tisler           |
|        |           |        |            | 3.26.0 | Buenos Aires     |
|        |           |        |            | 3.28.0 | Firenze          |
|        |           |        |            | 3.30.0 | 's-Hertogenbosch |
|        |           |        |            | 3.32.0 | Lima             |
|        |           |        |            | 3.34.0 | Prizren          |
|        |           |        |            | 3.36.0 | Maidenhead       |
|        |           |        |            | 3.38.0 | Grenoble         |
|        |           |        |            | 3.40.0 | Bratislava       |
|        |           |        |            | 3.42.0 | Münster          |

Versies bijgewerkt tot en met 15 april 2025